# CJ ENM
CJ ENM（シージェイ・イーエヌエム、朝: 씨제이이엔엠、CJ ENTERTAINMENT AND MERCHANDISING）は、韓国のCJグループの子会社である。2018年7月1日にエンターテイメント事業を展開するCJ E&Mと、通販事業を展開するCJオーショッピングが合併して設立された。
前身会社のCJ E&Mは、2011年3月1日にオンメディアを含むCJグループ傘下の放送局が統合して新設された総合エンターテイメント企業であった。
映画製作、映画配給、ケーブルテレビ局の運営から番組制作などを幅広く手掛けており、韓国の代表的な音楽専門チャンネルのMnetや、総合娯楽チャンネルのtvNなどを運営している。

## 運営
- tvN - 総合娯楽チャンネル
- Mnet - 音楽専門チャンネル
  - Mnet Asian Music Awards - 韓国最大級の音楽授賞式
- KCON - 韓国カルチャーフェスティバル
- トゥーニバース - 子供番組専門チャンネル
- オリオン シネマ ネットワーク - 映画専門チャンネル

## 子会社

### エンターテインメント部門

#### スタジオ
- スタジオドラゴン
- JSピクチャーズ
- BONファクトリー
- スタジオTAKEONE
- チャンネルDIA
- DADAスタジオ
- JKフィルム
- BLAADスタジオ

#### レーベル
- WAKEONE
- LAPONEエンターテインメント[2]
- AOMG
- H1GHR Music Records
- Amoeba Culture

### コマース部門
- ブランドワークスコリア
- DADA M&C
- CJテレニクス
- スーパーレース

## 不祥事

### Mnet投票不正操作問題
2019年12月、Mnetが放送したアイドルオーディション番組で視聴者投票結果を不正操作した問題が発覚。同月30日、社長の許敏会が謝罪会見を行った。